# Teletón 2006 (Chile)
La Teletón 2006 fue la vigésima versión de la campaña solidaria realizada en Chile los días 1 y 2 de diciembre. El lema de esta versión fue «Con todo el corazón». La niña símbolo elegida para la campaña fue Kelly Rodríguez. 
El evento, transmitido por casi 28 horas consecutivas, se realizó en el Teatro Teletón y el cierre de campaña en el Estadio Nacional, donde tras casi 28 horas de transmision se dio a conocer el último cómputo a la 01:38 horas del 3 de diciembre: $ 11 804 425 008. El 15 de diciembre, el Banco de Chile entregó el cómputo definitivo que incluía las cajas auxiliares no contabilizadas durante la transmisión televisiva, el cual alcanzó la cifra de $ 14 110 203 362.
Esta versión se realizó después de dos años sin el evento televisivo, puesto que entre diciembre de 2005 y enero de 2006 se realizaron las elecciones presidenciales y parlamentarias.

## Campaña

### Lanzamiento
El 6 de septiembre se realizó el lanzamiento de la cruzada solidaria en el Teatro Teletón, donde fueron presentados el lema y el himno de ese evento. El himno fue compuesto por Cristián Sauvalle e interpretado por Quique Neira, Denisse Malebrán, Tommy Rey y los Reggaeton Boys. En la ocasión también se presentó a la "niña símbolo" que representó a todos los pacientes de los Institutos de Rehabilitación Infantil: Kelly Rodríguez, de 8 años de edad y que padece de mielomeningocele..
El 17 de septiembre falleció de un infarto la mujer que se considera el rostro de la primera teletón (pese a no ser la niña símbolo), Silvia Ceballos a los 54 años. Este suceso enlutó la campaña, en especial por el gran afecto que Don Francisco le tenía a la mujer.

### Apoyo del Gobierno
En un afán de discutir los detalles para la Teletón de ese año, Don Francisco hizo una visita al Palacio de La Moneda el 2 de noviembre para conversar con la entonces Presidenta Michelle Bachelet. En la ocasión, la mandataria reafirmó la causa y llamó a los chilenos a cooperar con la obra:

Démosle apoyo fuerte a la Teletón, a este proceso que Don Francisco una vez más está llevando adelante y que nos llama a nuestra solidaridad, a nuestro compromiso y a nuestro amor a la familia y esos niños que tanto lo necesitan.
Michelle Bachelet, 2 de noviembre de 2006..

El viernes 1 de diciembre, a horas de realizarse la Teletón, diversas actividades realizadas por el gobierno estuvieron relacionadas con la campaña. El en ese entonces Ministro Secretario General de Gobierno Ricardo Lagos Weber realizó ese día un aporte de $ 100 000 en la sucursal del Banco de Chile en Talca, ciudad donde fue inaugurado un nuevo instituto de rehabilitación de la Fundación Teletón. En la ocasión declaró que es una donación "a título personal y no representativa del Gobierno".. Ese mismo día, el entonces Ministro del Interior Belisario Velasco, dijo que donaría un 10% más que Lagos Weber. Por su parte, la Ministra de Educación de ese entonces, Yasna Provoste desayunó con niños atendidos por la institución.

### Avisos publicitarios
Luego del lanzamiento de la campaña, comenzó a aparecen en televisión la propaganda de la Teletón. Los spots publicitarios se dividieron en dos etapas: la primera aludiendo a que la discapacidad no les ajena a ninguna persona, a través de ejemplos de ficción que muestran como la vida puede cambiarle a cualquier persona tras un accidente, mientras que en la segunda etapa se muestra a los artistas encabezados por Don Francisco, llamando a cooperar con la obra, y también los avances de los niños que están atendiéndose en la diversos institutos. Otros medios de difusión de la campaña fueron mensajes radiales y afiches.
Durante la segunda quincena de octubre, apareció la publicidad de los distintos auspiciadores de la Teletón en televisión, radio y en la vía pública. Al igual que en años anteriores, se crearon pequeños colgantes con el logo de la Teletón y el de uno de los auspiciadores. Este tipo de publicidad fue la que detonó que el entonces alcalde de Las Condes Francisco de la Maza tuviera una fuerte crítica de la campaña.

### Gira de la Teletón
El viernes 27 de octubre se dio inicio a la "Gira Norte" de la Teletón, en la Plaza Prat de la ciudad de Iquique. La caravana también visitó Arica (día 28), Antofagasta (día 29), Calama (día 30) y Copiapó (día 31).. Algunos de los artistas que se presentaron fueron Quique Neira, Méndez, Saiko, Difuntos Correa y Mario Mutis, entre otros.
La "Gira Sur" se realizó entre el miércoles 22 y el domingo 26 de noviembre. La particularidad de este tramo de la gira es que se realiza mediante el viaje en tren del servicio al sur de la Empresa de los Ferrocarriles del Estado (hasta la ciudad de Concepción), denominado "Tren de la Teletón", en el que se realizan paradas motivacionales en distintas ciudades y un show principal por día:
- Miércoles 22 de noviembre:
  - Estación de Buin
  - Estación de Rancagua
  - Estación de San Fernando
  - Estación de Chimbarongo
  - Gimnasio de Curicó
  - Talca (show principal)
- Jueves 23 de noviembre:
  - Estación de Linares
  - Estación de Parral
  - Estación de San Rosendo
  - Estación de Chillán
  - Plaza de Armas de Concepción (show principal)
- Viernes 24 de noviembre:
  - Universidad de la Frontera, Temuco (show principal)
- Sábado 25 de noviembre:
  - Osorno (show principal)
- Domingo 26 de noviembre:
  - Puerto Montt (show principal)

El 22 de noviembre, la cantante colombiana Shakira aprovechó de hacer un llamado a apoyar a la Teletón, durante su segundo concierto realizado en el Estadio Nacional el cual estuvo repleto de fanáticos. La instancia se gestó luego que Don Francisco enviara un fax a la cantante, lamentando que no pudiera asistir al evento, ya que la artista estaba en la etapa final de su tour Fijación Oral.

### Telefonistas
| - I Región: Marcelo Arismendi y Fernando Godoy - II Región: Cristián Sánchez - III Región: Eduardo Fuentes - IV Región: Jennifer Warner - V Región: Cristián Briceño - VI Región: Martín Cárcamo - VII Región: Bárbara Rebolledo - VIII Región: Marcela Vacarezza | - IX Región: Sebastián Jiménez - X Región: Iván Valenzuela - XI Región: Macarena Pizarro - XII Región: Fernando Solabarrieta - Edición internacional: Jorge Hevia - Internet: Fernando Paulsen - Región Metropolitana: Iván Zamorano |

## Artistas

### Animadores
El evento fue animado por Mario Kreutzberger (más conocido como Don Francisco), pero contó con la compañía de más de una veintena de animadores de los diferentes canales de televisión. Cada canal de ANATEL presentó a tres animadores centrales, a excepción de Red Televisión que presentó a dos, y UCV Televisión y Telecanal que sólo presentaron a uno. Los animadores centrales del evento fueron:
| - Rafael Araneda (TVN) - Felipe Camiroaga (TVN) - Leo Caprile (CHV) - Claudia Conserva (RED) - Julián Elfenbein (CHV) - Eva Gómez (CHV) - Luis Jara (C13) - Vivi Kreutzberger (C13) | - Sergio Lagos (C13) - Andrea Molina (MEGA) - Kike Morandé (MEGA) - Roberto Nicolini (UCV) - Tonka Tomicic (TVN) - Juan Carlos Valdivia (RED) - Daniel Valenzuela (TCN) - José Miguel Viñuela (MEGA) |

Además, cinco animadores recorrieron diferentes ciudades del país:
- Magdalena Montes (MEGA): Arica, Iquique, Alto Hospicio, Calama, Copiapó y Antofagasta.
- Martín Cárcamo (TVN): La Serena, Coquimbo, Ovalle, La Ligua, Concón, Viña del Mar, Algarrobo y Lampa.
- Cecilia Bolocco (C13): Concepción, Chillán, Talca, Santa Cruz, San Fernando y Rengo.
- Ignacio Gutiérrez (CHV): Puerto Montt, Osorno, Valdivia, Pucón y Temuco.
- Jennifer Warner (C13): Punta Arenas y Puerto Natales.

En el Teatro Teletón, 17 animadores y personajes de la televisión fueron encargados de atender los teléfonos para contactar con las sucursales del Banco de Chile.
| - XV Región: Cristián Pérez (CHV) - I Región: Fernando Godoy (MEGA) - II Región: Eduardo Fuentes (C13) - III Región: Karen Doggenweiler (TVN) - IV Región: Marcela Vacarezza (CHV) - V Región: Cristián Briceño (RED) - Región Metrop.: José Alfredo Fuentes - VI Región: Cristián Sánchez (C13) - VII Región: Patricio Frez (TVN) | - VIII Región: Macarena Venegas (MEGA) - IX Región: Julia Vial (RED) - XIV Región: Gonzalo Feito (MEGA) - X Región: Carolina Correa (TCN) - XI Región: Diana Bolocco (C13) - XII Región: Jordi Castell (CHV) - Internacional: Jorge Hevia (TVN) - Internet: Iván Valenzuela (C13) |

### Artistas nacionales e internacionales
Los siguientes artistas que participaron en el evento fueron:
| - Quique Neira (intérprete del himno oficial «Con todo el corazón») - Tommy Rey (intérprete del himno oficial «Con todo el corazón») - Denisse Malebrán (intérprete del himno oficial «Con todo el corazón») - Reggaeton Boys (intérprete del himno oficial «Con todo el corazón») - David Bisbal - Ana Belén - Chancho en Piedra - La Sonora de Tommy Rey - Hechizo - Rigeo | - Kudai - Cachureos - Los Pulentos - Zalo Reyes - Mach & Daddy - Los Ilegales - Clan Rojo - Rodrigo Díaz - Víctor Manuel - Daddy Yankee | - Los Nocheros - Las Capitalinas - Ismael Serrano - Sinergia - Difuntos Correa - María José Quintanilla - Saiko - Los Tres - Los Jaivas - Marco Antonio Solís |

## Transmisión
Los canales de televisión que transmitieron este evento, en asociación con ANATEL, fueron:
- Canal 13
- Chilevisión
- Mega
- TVN/TV Chile
- UCV Televisión
- Red Televisión
- Telecanal

### Programación
Nota: Todas las horas están expresadas en GMT-3, horario de verano chileno.
| Horario | Bloque                                     | Contenido |
| --- | ------------------------------------------ | --- |
| 22:00 | Obertura                                   | El evento se inició con el himno del evento y es seguido con el discurso motivacional de Don Francisco. La niña símbolo, Kelly Rodríguez realizó el primer aporte de la jornada, recaudado por su colegio: $ 1 350 453. La entonces Presidenta Michelle Bachelet convocó a todos los chilenos para que participen del evento y luego realizó un aporte privado cuyo monto no fue mencionado. David Bisbal es el primer artista en presentarse. A las 23:00 horas Coco Legrand realizó su rutina humorística y es seguido por la presentación de los representantes de las 24 empresas auspiciadoras. Don Francisco anunció que las empresas, en conjunto, donarán un total de $ 2 195 697 145, lo que significó que los más de 9 mil millones restantes deben ser donados por la gente. En tanto, Sergio Lagos y Tonka Tomicic partieron hacia Santiago desde Puerto Montt y Arica, respectivamente. A las 23:30 horas, la cantante Ana Belén realizó su presentación. El rating de la emisión entre las 22 y las 23:30 horas, alcanzó un promedio de 72 puntos de sintonía, convirtiéndose en uno de los programas de televisión más vistos en la historia. Actuaciones musicales - Quique Neira, Tommy Rey y Denisse Malebrán - "Con todo el corazón" (Himno Teletón 2006) - David Bisbal - "Quién me iba a decir" - Ana Belén - "Tonada de Manuel Rodríguez" |
| 00:05 | Baile con la Teletón                       | Don Francisco, Vivi Kreutzberger y Felipe Camiroaga animaron un concurso de baile en el que participaron políticos, rostros de la televisión y deportistas. Los políticos Pedro Sabat, Carmen Ibáñez y Víctor Barrueto bailaron merengue, mientras Teresita Reyes, Andrea Molina y Rafael Araneda interpretaron música disco. Finalmente, Gabriel Mendoza, Carlos Caszely y Nicole Perrot bailaron rumba. Tras la votación del público a través de mensajes de texto y del jurado, Andrea Molina fue declarada ganadora del concurso. |
| 02:50 | Vedetón                                    | El grupo nacional Chancho en Piedra dio inicio a esta sección, interpretando su tema "Eligiendo una reina". Esta clásica sección de la Teletón fue presentada por Kike Morandé y Rafael Araneda, con la participación especial de la modelo y vedette argentina Luciana Salazar. Katty Kowaleczko, Sigrid Alegría, Gisela Molinero y Maura Rivera realizaron diversas presentaciones, siendo electa esta última como "Miss Teletón". Actuaciones musicales - Chancho en Piedra - "Eligiendo una reina" - La Sonora de Tommy Rey - Medley de cumbias: Los domingos; El caminante; Cumbia para adormecerte; La mafafa |
| 05:30 | ¡Todo Chile arriba!                        | Vivi Kreutzberger, Felipe Camiroaga, Andrea Molina y Luis Jara dirigieron una serie de concursos destinados a mantener a la gente despierta. Más de veinte personalidades de la televisión se dividieron en el grupo amarillo y el grupo naranjo. Los contactos en diversos locales del Banco de Chile muestran una baja afluencia de público durante la madrugada. Actuaciones musicales - Hechizo - "Medley" |
| 07:30 | Desayunando con la Teletón                 | Diversos rostros de la televisión transmiten desde el Mercado Central, donde se realizó la paila marina más grande del mundo. A las 08:53 horas se dio inicio a la tarea Líder de comprar más de 50 000 juguetes durante el día. |
| 09:00-09:30 "Teletón Noticias". Primera edición. Conducido por los periodistas Eduardo Palacios (Mega) y Felipe Vidal (Red Televisión).                                  |                                            | |
| 09:30 | ¡Levántate, papito!                        | El tradicional segmento infantil partió con una presentación de reguetón por Don Francisco junto a Rigeo. El segmento, conducido por Karla Constant, Juan Pablo Sáez y Marcelo de Cachureos, contó con presentaciones de Kudai y Pulentos. Aunque comienza a aumentar la afluencia de público en las sucursales del Banco de Chile a lo largo del país, aún existen bajas recaudaciones, especialmente en Talca y Antofagasta (que llevaba recaudado en aquellas horas menos de un tercio de lo alcanzado en el año 2004). Actuaciones musicales - Rigeo - "Levántate papito" - Kudai - "Quiero mis 15"; "Déjame gritar" - Cachureos - "Congelao" - Los Pulentos - "Estilo animal"; "Piantes" |
| 11:30 | Con esfuerzo y sacrificio                  | Rafael Araneda participó en la apertura del décimo centro de rehabilitación en el país. Desde el mediodía, se presentaron varios testimonios de niños y familias involucradas con la Institución desde el Teatro Teletón. Zalo Reyes se hace presente en el escenario cantando sus grandes éxitos. También se realizaron despachos con distintos puntos del país. En San Miguel, los dirigentes de la Revolución Pingüina fueron goleados por 6 goles a 1, en un encuentro amistoso de futbolito, ante algunos funcionarios del gobierno como las por ese entonces Ministras de Educación Yasna Provoste y de la Cultura Paulina Urrutia y los entonces subsecretarios de Transporte Danilo Núñez y del Trabajo Zarko Luksic. En dicho partido, la entonces titular del MINEDUC anotó 3 de los goles marcados por su equipo. Actuaciones musicales - Zalo Reyes - "Acorralado entre mis lágrimas" - Ana Belén |
| 13:20 | Fútshow                                    | En el Arena Santiago se realizaron un concurso de postas, en que se enfrentaron un grupo de famosos (Iván Torres, René Naranjo, Marisela Santibáñez y Diana García) contra uno de políticos (Joaquín Lavín, Ricardo Lagos Weber, Romy Schmidt y Carmen Ibáñez), ganando este último equipo. En el Teatro Teletón se presenta el grupo Los Ilegales. |
| 13:35-13:55 "Teletón noticias". Segunda edición. Conducido por los periodistas Mauricio Bustamante (TVN), Carolina Urrejola (Canal 13) y Macarena Pizarro (Chilevisión). |                                            | |
| 14:00 | A mojar la camiseta                        | Desde el Arena Santiago, se realizó un partido de fútbol de exhibición (showball) en que se enfrentaron miembros de la selección chilena de todos los tiempos contra jugadores provenientes de diferentes partes del mundo. El equipo chileno, dirigido por Nelson Acosta, contó con la participación de: Iván Zamorano, Jorge Contreras, Lizardo Garrido, Pedro Reyes, Luis Musrri, Patricio Yáñez, Marcelo Vega, Nelson Parraguez, Javier di Gregorio, Sebastián Rozental, José Luis Sierra, Gabriel Mendoza y Matías Fernández, mientras el combinado del Resto del Mundo fue dirigido por Víctor Hugo Castañeda y estuvo compuesto por: Claudio Borghi, Marco Etcheverry, Marcelo Espina, Daniel Morón, Marcelo Barticciotto, Faustino Asprilla, Leonardo Rodríguez, Jorge Campos y Emilio Butragueño. Tras dos tiempos de 15 minutos, ambos equipos estaban empatados a 9 goles, pero en el último segundo, "Matigol" anotó el tanto que le dio la victoria al combinado nacional. |
| 15:00 | ¡A puro reguetón, me pongo con la Teletón! | En el bloque juvenil, se presentaron diversos grupos de reguetón como Mach & Daddy y los Reggaeton Boys. Además, se presentó un grupo de pacientes de los institutos de rehabilitación en un show de ciclodanza, dirigido por el bailarín Rodrigo Díaz, mientras una familia que se atiende en la Fundación canta junto a Inti-Illimani Histórico. Actuaciones musicales - Mach & Daddy - "La botella" - Los Ilegales - "Taquitaqui" - Reggaeton Boys - "que la azoten" |
| 18:50-21:00 | ¡Vamos Chile que se puede!                 | En el último bloque del evento realizado en el Teatro Teletón, comenzaron a concretarse las últimas pruebas creadas por las empresas auspiciadoras, mientras comienzan a recibirse algunas de las donaciones más importantes de la jornada, destacando la de Microsoft que colaboró con 300 millones de pesos. En el show, se presentaron diversos artistas que históricamente han participado en la cruzada solidaria como Gloria Benavides, Germán Casas, Gloria Simonetti y José Alfredo Fuentes. A las 20:59 horas, se da a conocer el último cómputo en el teatro y llegó a la cifra de $ 6 942 735 104. Actuaciones musicales - Clan Rojo - "Mix de éxitos" - Rodrigo Diaz - "ciclodanza con niños de Teletón" - Nueva Ola - Medley de éxitos" - Víctor Manuel - "Pienso en ti" |
| Noticieros de cada canal (21:00-21:59) |                                            | |
| 22:00-02:03 | Cierre                                     | Ante más de 100 000 personas, se realizó el tradicional evento de clausura desde el Estadio Nacional, tal como se viene realizando desde la 1995. El bloque se inició con la presentación de Daddy Yankee, que fue seguido por diversos artistas como Los Nocheros, Tommy Rey, Las Capitalinas, Ana Belén, Víctor Manuel, Ismael Serrano, Ilegales, David Bisbal, Kudai, Sinergia, Difuntos Correa, María José Quintanilla, Chancho en Piedra, Saiko y Los Tres. El grupo Los Jaivas realizó una presentación especial que mezcló diversos elementos del folclore nacional y terminó con una interpretación de Mira niñita en mapudungun, rapanui y aimara. Entre los eventos artísticos se dieron a conocer nuevos cómputos y se entregaron las últimas donaciones de las jornadas, entre las que se contaban las de las metas establecidas por las empresas auspiciadoras y A la 01:35, y tras la presentación del cantante mexicano Marco Antonio Solís, se conoció el último cómputo de la jornada, con la cifra final de $ 11 804 425 008. Con esta cifra, la meta fue ampliamente superada y el evento fue clausurado con el "Himno de la alegría" para rematar finalmente con un show de fuegos artificiales. Actuaciones musicales - Daddy Yankee - Los Nocheros - La Sonora de Tommy Rey - Las Capitalinas - Ana Belén y Víctor Manuel - "La puerta de Alcalá" - Ismael Serrano - Ilegales - David Bisbal - Kudai - "Llévame"; "Déjame gritar" - Sinergia - Difuntos Correa - María José Quintanilla - Chancho en Piedra - Saiko - Los Tres - "¿Quién es la que viene allí?" - Los Jaivas - Marco Antonio Solís- "Si no te hubieras ido", "Más que tu amigo", "Antes que te vayas" |

## Recaudación

### Cómputos
En total se entregaron 18 cómputos parciales y son los que se presentan a continuación, sin considerar la primera donación y la cantidad total que aportaron las 26 empresas auspiciadoras de la Teletón.
| Hora    | Monto en pesos   | Porcentaje | Monto en dólares |
| ------- | ---------------- | ---------- | ---------------- |
| 22:10   | $ 1 350 453      | 0,01 %     | $ 2 562          |
| 23:00   | $ 2 197 047 598  | 19,27 %    | $ 4 168 970      |
| 00:19   | $ 2 702 910 134  | 23,70 %    | $ 5 128 861      |
| 02:15   | $ 2 909 788 143  | 25,52 %    | $ 5 521 419      |
| 03:13   | $ 2 949 206 683  | 25,86 %    | $ 5 596 218      |
| 07:20   | $ 3 321 762 850  | 29,13 %    | $ 6 303 155      |
| 09:42   | $ 3 366 827 844  | 29,52 %    | $ 6 388 668      |
| 12:06   | $ 3 665 126 133  | 32,14 %    | $ 6 954 698      |
| 13:03   | $ 3 874 704 187  | 33,98 %    | $ 7 352 379      |
| 15:37   | $ 4 481 572 338  | 39,30 %    | $ 8 503 932      |
| 17:15   | $ 5 063 119 348  | 44,40 %    | $ 9 607 437      |
| 18:14   | $ 5 656 264 020  | 49,60 %    | $ 10 732 948     |
| 19:24   | $ 6 090 061 629  | 53,40 %    | $ 11 556 094     |
| 20:59   | $ 6 942 735 104  | 60,88 %    | $ 13 174 070     |
| 22:10   | $ 7 795 740 326  | 68,36 %    | $ 14 792 676     |
| 23:28   | $ 8 534 626 526  | 74,84 %    | $ 16 194 737     |
| 23:57   | $ 9 506 939 427  | 83,37 %    | $ 18 039 733     |
| 00:27   | $ 10 416 621 786 | 91,34 %    | $ 19 765 885     |
| 00:55   | $ 11 100 681 207 | 97,34 %    | $ 21 063 911     |
| 01:35   | $ 11 804 425 008 | 103,51 %   | $ 22 399 288     |
| 15 dic. | $ 14 110 203 362 | 123,73 %   | $ 26 774 579     |

### Auspiciadores
Como cada año, la Teletón es auspiciada por diversas marcas de productos y servicios que luego donan parte de sus ganancias a la fundación durante la transmisión del evento. En esta versión, 26 empresas se asociaron al evento, siendo la primera participación de Claro Chile, Fluicor Asa 81, Pedigree y Homecenter Sodimac. La CCU colaboró con sus tradicionales cinco productos, manteniendo las clásicas marcas Cristal, Bilz y Pap y Cachantún, reemplazando el vino Gato y el pisco Ruta Norte por Calaf y el pisco Campanario.
| Empresa           | Rubro                    | Monto en pesos  | Monto en dólares |
| ----------------- | ------------------------ | --------------- | ---------------- |
| Banco de Chile    | Banco                    | $ 300 024 503   | $ 569 306        |
| Aceite Belmont    | Aceites                  | $ 85 344 783    | $ 161 944        |
| Bilz y Pap        | Bebidas                  | $ 316 902 805   | $ 601 333        |
| Cachantún         | Agua mineral             | $ 316 902 805   | $ 601 333        |
| Calaf             | Confites                 | $ 316 902 805   | $ 601 333        |
| Campanario        | Pisco                    | $ 316 902 805   | $ 601 333        |
| Cerveza Cristal   | Cerveza                  | $ 316 902 805   | $ 601 333        |
| Claro             | Telefonía móvil          | $ 68 914 350    | $ 130 767        |
| Colún             | Quesos                   | $ 73 237 310    | $ 138 970        |
| Confort           | Papel higiénico          | $ 80 000        | $ 151 802        |
| Duracell          | Pilas                    | $ 80 000        | $ 151 802        |
| Fluicor ASA 81    | Farmacéutica             | $ 109 113       | $ 207 045        |
| Tapsin            | Farmacéutica             | $ 109 113       | $ 207 045        |
| Johnson's Clothes | Tienda por departamentos | $ 128 914 350   | $ 244 619        |
| LAN Airlines      | Línea aérea              | $ 125 000       | $ 237 191        |
| Livean            | Jugos en polvo           | $ 137 125 469   | $ 260 200        |
| Lucchetti         | Pastas                   | $ 137 125 469   | $ 260 200        |
| McDonald's        | Comida rápida            | $ 190 345 825   | $ 361 187        |
| Omo               | Detergentes              | $ 101 995 714   | $ 193 540        |
| Pedigree          | Alimento para perros     | $ 92 916 083    | $ 176 311        |
| Ripley            | Tienda por departamentos | $ 350 000       | $ 664 136        |
| Savory            | Helados                  | $ 60 000        | $ 113 851        |
| Sodimac           | Tienda de retail         | $ 201 330 693   | $ 382 031        |
| Soprole           | Lácteos                  | $ 119 463 500   | $ 226 685        |
| Té Supremo        | Té                       | $ 68 600 000    | $ 130 170        |
| Total             | 26 empresas              | $ 2 629 228 498 | $ 4 989 048      |

### Tareas solidarias
Al igual que en años anteriores, algunas empresas auspiciadoras establecieron tareas o misiones para el público y así aumentar el monto del aporte de cada empresa. Ese año fueron realizadas tres tareas y los resultados se dieron a conocer durante el bloque de cierre en el Estadio Nacional.
- McDonald's entregó $120 millones por la venta de más de 250 mil cajitas felices o McCombos dentro de las 27 horas de realización del evento.
- Líder entregaría $160 millones, si entre las 09:00 y las 13:30 del 2 de diciembre se vendían 50 mil juguetes. La meta fue cumplida a las 13:32 con 51 162 juguetes vendidos. Líder finalmente estableció una nueva meta de 100 mil juguetes. La nueva meta fue cumplida y la cadena de supermercados donó $430 millones (US$ 815 939), la mayor donación recibida por la Teletón hasta el momento.
- Ripley donaría $200 millones si desde las 16h del 2 de diciembre se realizaban 50 mil compras en sus tiendas. Tras superar las 51 mil compras a las 18h, Ripley aumentó la meta a 60 mil compras. La nueva meta fue cumplida y la cadena donó $50 millones adicionales al monto inicial.

### Otros aportes
Minera Escondida hizo un aporte por $106 millones (US$ 201 139). El aporte del multimillonario José Luis Nazar en esta ocasión fue de $150 millones (US$ 284 630).

## Reacciones
Al día siguiente, durante el tradicional almuerzo que comparten los rostros que participaron en la jornada de la Teletón, entre ellos Daddy Yankee y Marco Antonio Solís, Don Francisco afirmó que "ésta ha sido la Teletón más difícil", y aprovechó la oportunidad para criticar la exposición mediática de María Eugenia Larraín tras declarar que fue excluida del evento: "Cuando uno tiene buena voluntad sobre algo no hace una conferencia de prensa para decir que está molesto. Mucha gente se cuelga de la Teletón, de su imagen, para figurar. No será ni la primera ni la última vez".

## Controversia

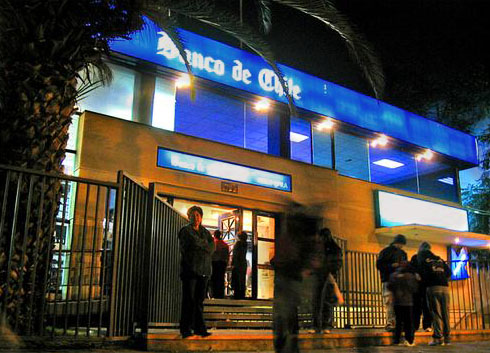
Sucursal del Banco de Chile en Maipú durante la madrugada del 2 de diciembre, recibiendo las cooperaciones a la cuenta 24 500-03.

El entonces alcalde de Las Condes, Francisco de la Maza, pidió, al igual que en la versión anterior, que la publicidad en la vía pública instalada en los postes de luz eléctrica (en el que aparecen el logo de la Teletón junto al de uno de los auspiciadores), debía ser cobrado a las empresas por publicitar sus productos y entregar ese dinero a la fundación.
En respuesta, Mario Kreutzberger llamó a De La Maza a revertir esta medida, argumentando que toda ayuda es necesaria, especialmente si se considera que Las Condes es una de las comunas que más aporta en la Teletón al tener uno de los ingresos más altos del país. El alcalde, en cambio, acusó a Mario Kreutzberger de "tener una actitud mafiosa" y lanzó una dura crítica sobre la presencia de empresas auspiciadoras. Finalmente, Mario Kreutzberger declaró que daba el conflicto por cerrado, ya que no hacía más que empañar el ánimo para la campaña.